# Contea di La Paz
La contea di La Paz, in inglese La Paz County, è una contea dello Stato dell'Arizona, negli Stati Uniti. La popolazione al censimento del 2010 era di 20.489 abitanti. Il capoluogo di contea è Parker. La contea ospita la riserva indiana del Colorado River.

## Geografia fisica
Lo United States Census Bureau certifica che l'estensione della contea è di 11.690 km², di cui 11.655 km² composti da terra e 35 km² composti di acqua.
Nella parte occidentale della contea si trova la Riserva delle tribù del fiume Colorado.

### Contee confinanti
- Contea di Mohave - nord
- Contea di Yavapai - nord-est
- Contea di Maricopa - est
- Contea di Yuma - sud
- Contea di Imperial (California) - sud-ovest
- Contea di Riverside (California) - ovest
- Contea di San Bernardino (California) - nord-ovest

### Principali strade ed autostrade
- Interstate 10
- U.S. Route 95
- U.S. Route 60
- Arizona State Route 72
- Arizona State Route 95

## Storia
La Contea di La Paz è l'unica contea dell'Arizona ad essere stata formata su iniziativa (petizione) degli abitanti di un'altra contea. In questo caso l'iniziativa venne dai residenti della parte nord della contea di Yuma nel 1983. Deve il suo nome alla città di La Paz in Arizona, uno dei primi insediamenti sul fiume Colorado, ora città fantasma.

## Comuni
Le due town della contea sono Parker (il capoluogo) e Quartzsite.

### Census-designated places
- Alamo Lake
- Bluewater
- Bouse
- Brenda
- Cibola
- Cienega Springs
- Ehrenberg
- La Paz Valley
- Parker Strip
- Poston
- Salome
- Sunwest
- Utting
- Vicksburg
- Wenden